# Arnold Genthe

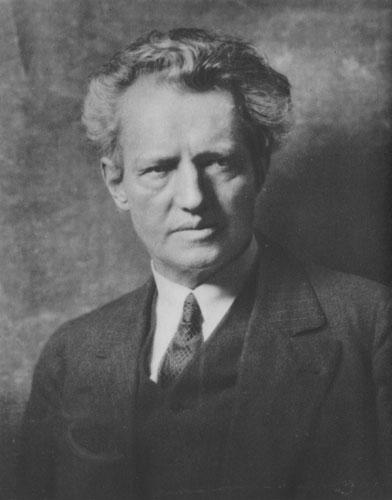
Arnold Genthe: Selbstporträt (ca. 1920)

Arnold Genthe (* 8. Januar 1869 in Berlin; † 9. August 1942 in New York City) war ein deutschamerikanischer Fotograf. Als Porträt-, Tanz- und Reisefotograf war Genthe zu Lebzeiten einer der prominenteren Vertreter des Piktorialismus in den USA. Nach seinem Tod blieb er vornehmlich durch seine Fotografien der zerstörten Stadt San Francisco nach dem Erdbeben von 1906 bekannt sowie durch seine einzigartigen fotografischen Impressionen der ursprünglichen Chinatown vor dem Beben, die fotohistorischen Wert besitzen.

## Leben und Wirken
Arnold Genthe war der Sohn von Hermann Genthe (1838–1886) und Louise Zober. Der Vater war Latein-, Griechisch-, Deutsch- und Turnlehrer am Berlinischen Gymnasium zum Grauen Kloster. Sein Großvater war der Schriftsteller Friedrich Wilhelm Genthe (1805–1866). Sein jüngerer Bruder Siegfried Genthe wurde Journalist und Reiseschriftsteller. 

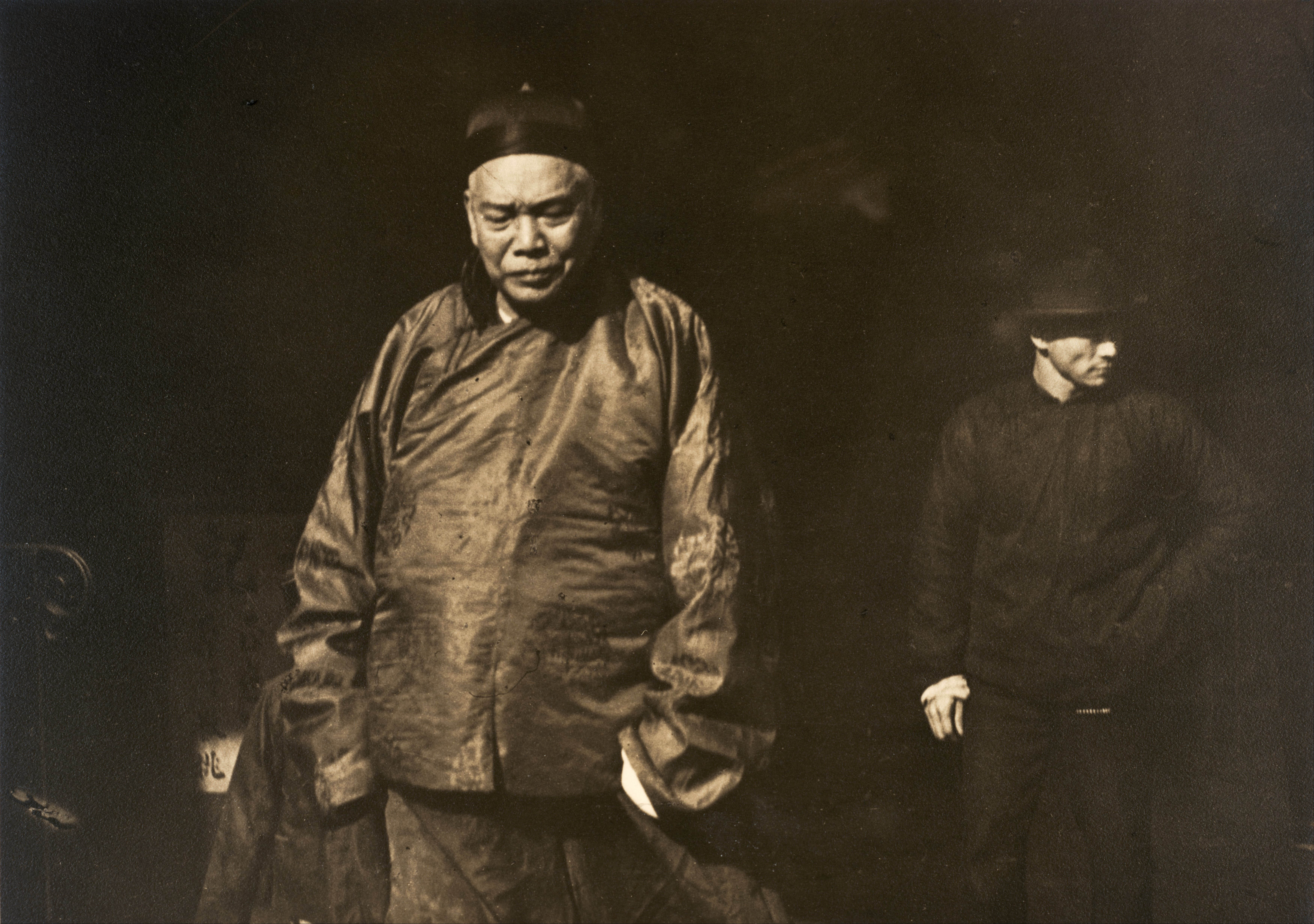
Kaufmann und Bodyguard in Chinatown, San Francisco (zwischen 1896 und 1906)

Genthe folgte in der Ausbildung seinem Vater. 1894 erhielt er den Doktorgrad in Philologie an der Friedrich-Schiller-Universität Jena, wo er mit Adolph Menzel bekannt war, einem Cousin seiner Mutter. 1895 folgte Genthe einer Einladung, für zwei Jahre als Lehrer nach San Francisco zu gehen. Um die Eindrücke der lebendigen Stadt festzuhalten, erwarb er eine Kamera und brachte sich die Fotografie bei. Genthe hatte ein großes Interesse an der ansässigen chinesischen Bevölkerung und begann im Chinesenviertel fotografische Studien zu betreiben: Er fotografierte Kinder, alte Leute, Händler oder die Drogenabhängigen der Opiumhöhlen; manchmal versteckte er seine Kamera, um natürliche, ungestellte Aufnahmen zu bekommen oder um seine Fotomotive nicht zu verschrecken. Manchmal entfernte er Anzeichen westlicher Kultur aus den Bildern, indem er sie zuschnitt oder löschte.
In den späten 1890er Jahren beteiligte er sich erfolgreich an mehreren Ausstellungen an der Westküste. 1897 eröffnete er sein eigenes Fotoatelier und begann selbständig zu arbeiten. Schnell wuchs Genthes Reputation als ausgezeichneter Porträtfotograf, und so zählten bald zeitgenössische Schauspielergrößen wie Sarah Bernhardt oder Nance O’Neil zu seinen Kunden aber auch Literaten und Mitglieder der Boheme wie Jack London, Frank Norris oder Mary Hunter Austin.

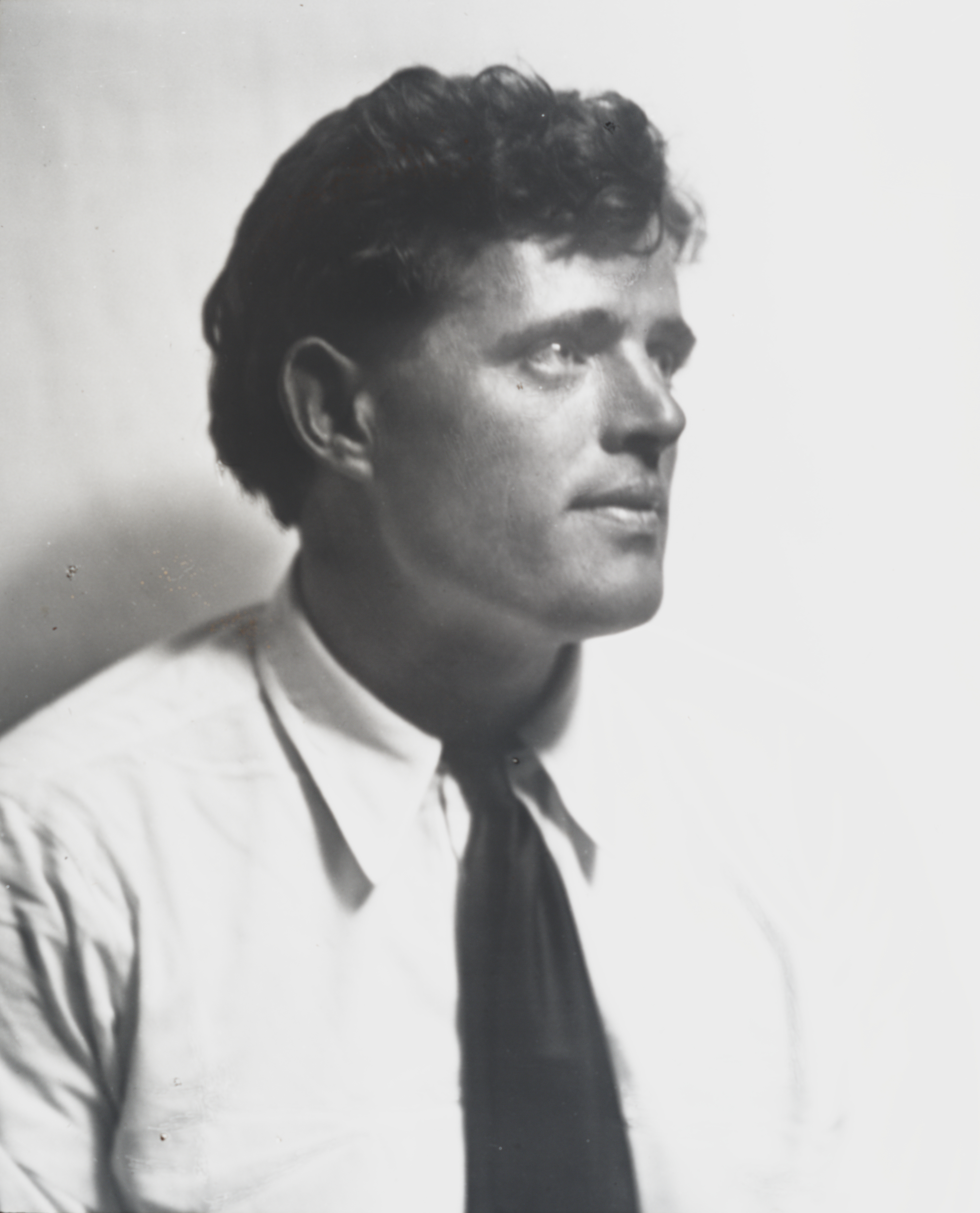
Jack London (zwischen 1906 und 1916)

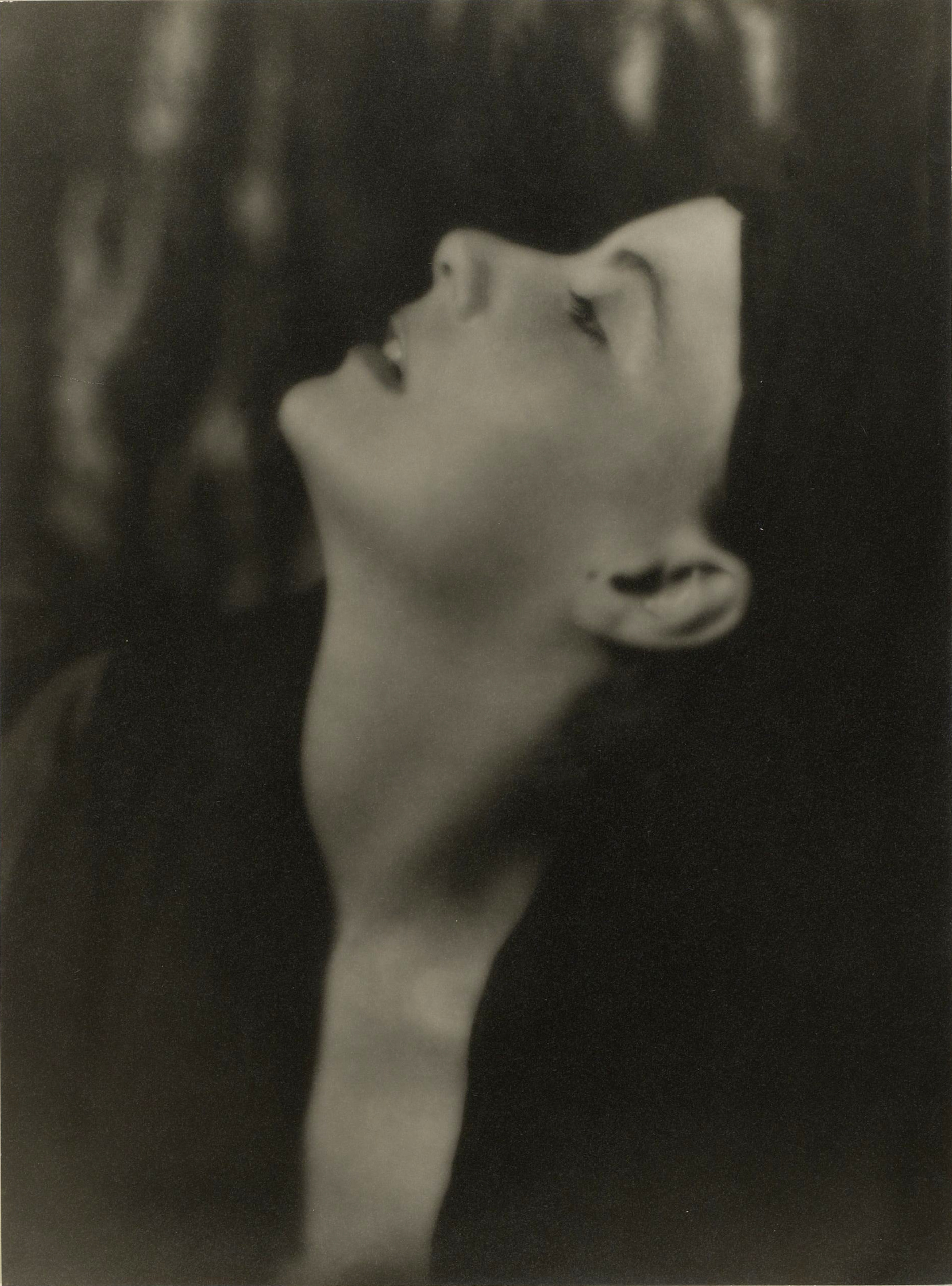
Greta Garbo (1925)

Genthes Fotostudio sowie sein gesamter Besitz wurde bei dem Erdbeben im April 1906 zerstört, lediglich die Negative von Chinatown, die in einem Banktresor lagerten, blieben verschont. Kurz nach dem Beben besorgte sich Genthe eine neue Kamera und dokumentierte die Folgen der Katastrophe. Diese Aufnahmen sowie die über 200 Fotografien aus der ursprünglichen Chinatown sind historisch äußerst wertvoll.
1908 zog Genthe nach New York, wo er erneut Anerkennung als Porträtfotograf fand. In Genthes New Yorker Atelier entstanden unter anderem eindrucksvolle Porträts von Greta Garbo, noch bevor diese international bekannt war, und die mutmaßlich die Karriere der Schauspielerin entscheidend mit gefördert haben sollen.
Des Weiteren zeichnete sich Genthe als Spezialist in der Tanzfotografie aus und fertigte zahlreiche Aufnahmen berühmter Tänzerinnen wie Isadora Duncan, Anna Pawlowa oder Ruth St. Denis an. Diese Fotografien veröffentlichte er 1916 in dem Werk The Book of Dance. Außerdem nutzte der Fotograf das Autochromverfahren, ein frühes Farbfotografie-Verfahren.
Arnold Genthe verstarb 1942 im Alter von 73 Jahren in New York an einem Herzinfarkt. Seinen umfangreichen fotografischen Nachlass vermachte er der Library of Congress.

## Bibliografie

### Veröffentlichungen von Arnold Genthe
- 1892: Deutsches Slang. Eine Sammlung familiärer Ausdrücke und Redensarten. Trübner, Strassburg 1892
- 1908: Pictures of Old Chinatown; Text von Will Irwin; Moffat, Yard and Co., New York 1908; Nachdruck Kessinger Pub Co., 2008, ISBN 978-0-548-81344-7
  - Siehe auch Photographs of Chinatown by Arnold Genthe
- 1916: The Book of the Dance. 1916, International Publishers, Boston 1920
- 1926: Impressions of Old New Orleans; Vorwort von Grace King; George H. Doran Co., New York 1926
- 1929: Isadora Duncan: Twenty four studies. M. Kennerley 1929; reprinted by Books for Libraries 1980 ISBN 0-8369-9306-3
- 1936: As I remember. Reynal & Hitchcock, New York 1936
- 1937: Highlights and shadows. Greenberg, New York 1937

### Monografien
- Genthe’s Photographs of San Francisco’s Old Chinatown. Auswahl und Text von John Kuo Wei Tchen, Dover Publications, New York 1984, ISBN 0-486-24592-6